# Stifftieae
Stifftieae je tribus glavočika, dio potporodice Stifftioideae. Sastoji se od 11 rodova, a ime je dobila po rodu Stifftia.

## Rodovi
1. Stifftia J. C. Mikan (6 spp.)
2. Hyaloseris Griseb. (6 spp.)
3. Dinoseris Griseb. (1 sp.)
4. Gongylolepis R. H. Schomb. (14 spp.)
5. Duidaea S. F. Blake (4 spp.)
6. Glossarion Maguire & Wurdack (2 spp.)
7. Eurydochus Maguire & Wurdack (1 sp.)
8. Achnopogon Maguire, Steyerm. & Wurdack (2 spp.)
9. Neblinaea Maguire & Wurdack (1 sp.)
10. Salcedoa Jiménez Rodr. & Katinas (1 sp.)
11. Quelchia N. E. Br. (4 spp.)